# Boris Glinka
Boris Borísovich Glinka (en ruso: Борис Борисович Глинка, en ucraniano: Борис Борисович Глінка, romanizado: Borys Borysovych Hlinka; Aleksándrov Dar, Imperio ruso, 27 de septiembre de 1914 - Shchólkovo, Unión Soviética, 11 de mayo de 1967) fue un as de la aviación soviético que combatió en las filas de la Fuerza Aérea Soviética durante la Segunda Guerra Mundial donde consiguió veintinueve derribos (veintisiete en solitario y dos compartidos). Después de recibir el título de Héroe de la Unión Soviética en 1943, continuó ascendiendo en las filas de la Fuerza Aérea, convirtiéndose en el comandante del 16.º Regimiento de Aviación de Cazas de la Guardia en 1944. Sin embargo, tuvo que renunciar al mando del regimiento poco después debido a una grave herida en combate; mientras salía de su caza, se rompió las piernas y la clavícula. Su hermano pequeño Dmitri Glinka también fue un as de la aviación y Héroe de la Unión Soviética.

## Biografía

### Infancia y juventud
Boris Glinka nació el 27 de septiembre de 1914 en la localidad rural de Aleksándrov Dar en la gobernación de Jersón del Imperio ruso, ubicada dentro de la actual ciudad de Krivói Rog en el óblast de Dnipropetrovsk en Ucrania, en el seno de una familia ucraniana de clase trabajadora. En 1929, después de completar siete grados en la escuela local, comenzó a trabajar en una mina. Donde permaneció hasta 1934, cuando se graduó en la Escuela de Minería de Krivói Rog, después trabajó en la misma mina como técnico de turno, técnico de minas y jefe de obra. En 1936 se graduó en el club de vuelo local de la asociación paramilitar OSOAVIAJIM (Unión de Sociedades de Asistencia para la Defensa, la Aviación y la Construcción Química de la URSS).
También en 1936 completó su educación en la escuela de pilotos de la Flota Aérea Civil en Jérson y trabajó allí como piloto instructor. El 31 de diciembre de 1939, fue reclutado por el Ejército Rojo. En 1940 se graduó en la 8.ª Escuela de Pilotos de Aviación Militar de Odesa, donde sirvió como piloto instructor y, desde mayo de 1940, como comandante de vuelo.

### Segunda Guerra Mundial
Desde junio de 1941, poco después del inicio de la invasión alemana de la Unión Soviética, combatió en la guerra, hasta agosto de 1941, participó en la defensa aérea del cruce ferroviario y la ciudad ucraniana de Konotop. Luego, junto con la escuela, fue evacuado al norte del Cáucaso. Desde el 20 de febrero de 1943 luchó como parte del 45.º Regimiento de Aviación de Cazas (el 17 de junio de 1943 el regimiento fue renombrado como 100.º Regimiento de Aviación de Cazas de la Guardia) donde ocupó varios puesto de mando, inicialmente sirvió como comandante de sección, desde mayo de 1943 como ayudante de escuadrón, desde agosto de 1943 como comandante adjunto de escuadrón, desde noviembre de 1943 como comandante de escuadrón y finalmente en enero de 1944 fue ascendido a comandante adjunto del regimiento.
Hasta mayo de 1943 había realizado 200 salidas de combate y participado en catorce combates aéreos, en los que derribó diez aviones enemigos. Únicamente el 15 de abril de 1943, derribó tres aviones alemanes. El 24 de mayo de 1943, por Decreto del Presídium del Sóviet Supremo de la URSS, se le concedió el título de Héroe de la Unión Soviética, la Orden de Lenin y la Estrella de Oro por el «ejemplar desempeño de las misiones de combate del comando en el frente de la lucha contra los invasores alemanes y el coraje y heroísmo mostrados».
El 1 de septiembre de 1943 fue derribado en un combate aéreo, resultó herido y se vio obligado a efectuar un aterrizaje de emergencia, durante el cual resultó gravemente herido. Regresó al servicio unos meses después. El 2 de junio de 1944, fue nombrado comandante del 16.º Regimiento de Aviación de Cazas de la Guardia. Entre septiembre de 1943 y julio de 1944, realizó treinta y siete misiones de combate y participó en cinco batallas aéreas, en las que derribó tres aviones enemigos. El 14 de julio de 1944 fue derribado en un combate aéreo, saltó en paracaídas, pero chocó contra el estabilizador y sufrió heridas graves (se fracturó la pierna derecha y el brazo derecho). Fue enviado al hospital para recuperarse de sus graves heridas y ya no volvió a combatir.
En total, durante la guerra, realizó alrededor de 200 misiones de combate, en batallas aéreas derribó veintinueve aviones enemigos (veintisiete en solitario y dos compartidos). Todas la victorias las consiguió a los mandos de un caza P-39 Airacobra de fabricación estadounidense.

### Posguerra
Después de la guerra permaneció en la Fuerza Aérea. En 1946 fue nombrado inspector superior de tecnología de pilotaje del 6.º Cuerpo de Aviación de Combate de la Guardia. Luego ocupó el mismo puesto en la 303.ª División de Aviación de Cazas del 1.er Ejército Aéreo (estacionado en el Distrito Militar de Bielorrusia).
En 1952, se graduó en la Academia Militar de la Fuerza Aérea y fue nombrado subdirector de la Escuela de Aviación Militar Frunze para entrenamiento de vuelo. En febrero de 1953, fue nombrado subcomandante de la 13.ª División de Aviación de Combate de la Guardia. En agosto de 1957, fue nombrado subdirector de la Escuela de Aviación Militar de Borisoglebsk como piloto de entrenamiento de combate, puesto en el que permaneció hasta febrero de 1961 cuando comenzó a trabajar en el Centro de Entrenamiento de Cosmonautas, inicialmente como jefe del puesto de control de vuelos espaciales y posteriormente como jefe asistente del Departamento de Entrenamiento de Vuelo y Espacial y como jefe asistente del 3.er Departamento del Centro de Entrenamiento de Cosmonautas para entrenamiento de vuelo.
Falleció en 1967 en el pueblo de Chkalovsky (ahora dentro de los límites de la ciudad de Shchólkovo) en el óblast de Moscú.

## Condecoraciones
A lo largo de su extensa carrera militar recibió las siguientes condecoraciones
|  | Héroe de la Unión Soviética (N.º 991; 24 de abril de 1943)                                              |
|  | Orden de Lenin (24 de abril de 1943)                                                                    |
|  | Orden de la Bandera Roja, tres veces (5 de abril de 1943, 24 de abril de 1943 y 6 de noviembre de 1943) |
|  | Orden de la Estrella Roja (30 de diciembre de 1956)                                                     |
|  | Orden de la Guerra Patria de 1.er grado (31 de mayo de 1946)                                            |
|  | Medalla por el Servicio de Combate (15 de noviembre de 1950)                                            |
|  | Medalla Conmemorativa por el Centenario del Natalicio de Lenin «Al valor militar»                       |
|  | Medalla por la Victoria sobre Alemania en la Gran Guerra Patria 1941-1945 (1945)                        |
|  | Medalla por la Defensa del Cáucaso                                                                      |
|  | Medalla Conmemorativa del 20.º Aniversario de la Victoria en la Gran Guerra Patria de 1941-1945         |
|  | Medalla del 30.º Aniversario de las Fuerzas Armadas de la URSS                                          |
|  | Medalla del 40.º Aniversario de las Fuerzas Armadas de la URSS                                          |
|  | Medalla por Servicio Impecable de 1.er grado                                                            |